# Bayerska filmpriset
Bayerska filmpriset (tyska: Bayerischer Filmpreis) är ett pris inom en rad kategorier för en
"exceptionell prestation inom tyskt filmskapande". Sedan 1979 utdelas det årligen av regeringen i förbundslandet Bayern i Tyskland.
Det är tillsammans med det Tyska filmpriset, den mest uppskattade utmärkelsen för filmskapande prestationer i Tyskland.

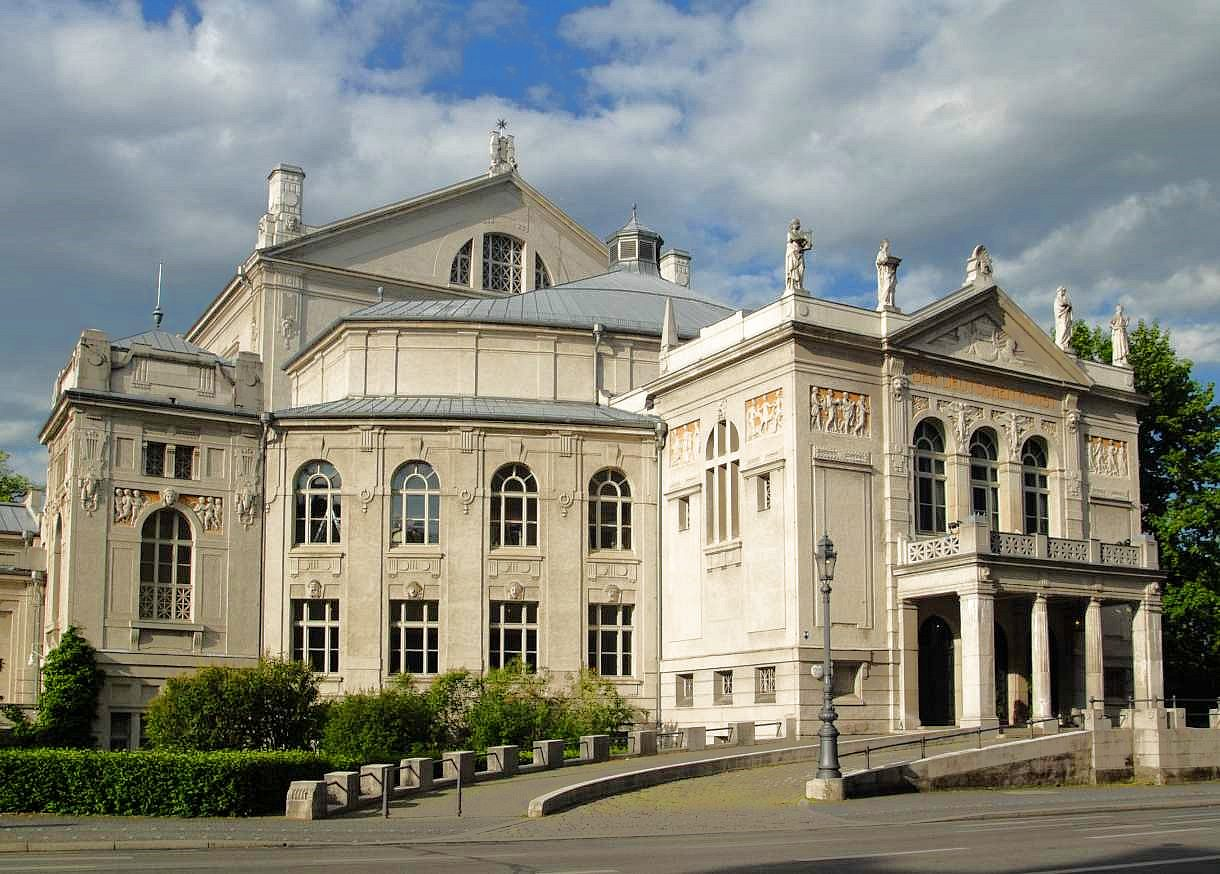
Prinzregententheater där priset delades ut 2020.

Bayerska filmprisets gala äger rum i mitten av januari på Prinzregententheater i München, för att hedra de filmer som släpptes föregående år och är en av de mest glamorösa höjdpunkterna i den tyska filmkalendern. Utmärkelserna har en kontantutbetalning på totalt 400 000 euro. Det största anslaget på 200 000 euro tilldelas med priset för bästa produktion; "den enskilt mest exceptionella tyska filmen som lämnar det största helhetsintrycket." Resten av utmärkelserna ges var och en med belopp mellan 10 000 och 25 000 euro. Pristagarna får också en porslinsstatyett av karaktären Pierrot ur Commedia dell'arte, designad av Franz Anton Bustelli och tillverkad i porslinsfabriken i Nymphenburg i München.

## Kategorier
Prisvinnarna väljs av en statsutsedd jury i följande kategorier:
- Bästa produktion – (vinnare)
- Bästa regi – (vinnare)
- Bästa skådespelare – (vinnare)
- Bästa manus – (vinnare)
- Bästa filmfotografi – (vinnare)
- Bästa redigering – (vinnare)
- Bästa filmmusik – (vinnare)
- Bästa produktionsdesign – (vinnare)
- Bästa dokumentärfilm – (vinnare)
- Bästa ungdomsfilm – (vinnare)
- Specialpris – (vinnare)

Bayerns premiärminister kan också utdela ett hederspris. – (vinnare)